# Bert Haldane
Bert Haldane (1871 – 8 de fevereiro de 1937) foi um diretor britânico da era do cinema mudo.

## Filmografia selecionada
- East Lynne (1913)
- Lights of London (1914)
- Tommy Atkins (1915)
- Beneath the Mask (1915)
- By the Shortest of Heads (1915)
- Brigadier Gerard (1915)
- The Romance of Lady Hamilton (1919)
- The Winding Road (1920)